# Neopanorpa minuta
Neopanorpa minuta är en näbbsländeart som beskrevs av Chou, Wang in Chou, Wang, Lin och Tong 1988. Neopanorpa minuta ingår i släktet Neopanorpa och familjen skorpionsländor. Inga underarter finns listade i Catalogue of Life.